# 德怀特·麦克唐纳
德怀特·麦克唐纳（英語：Dwight Macdonald，1906年3月24日—1982年12月19日），美国作家、编辑、电影评论家、哲学家和激进政治人物。1937年至1943年任《党派评论》编辑，后退出，于1944年至1949年办了自己的杂志《政治》。他还任《纽约客》专栏作家和《时尚先生》影评人。麦克唐纳是民主社会主义者，反对集权主义。